# 末日危城
《末日危城》是Gas Powered Games開發的3D動作角色扮演遊戲，於2002年4月10日發售初版。首次曝光則是於2000年的E3展。
在2003年11月，開發團隊Gas Powered Games和Mad Doc Software合作，推出擴充資料片─《末日危城：亞蘭納傳奇》（Dungeon Siege：Legends of Aranna）。2005年，《末日危城II》發售。

## 玩法
《末日危城》採用無接縫地圖技術，從遊戲開始到完結，統統都不會遇到因讀取地圖資料而停頓的困擾。全3D的場景，除了一般的平面外，還加入了高度的設計，高度的落差會影響遠距離武器的命中及射程判定。在遊戲中，玩家可隨時暫停遊戲，此時遊戲中的一切景物都將會停止（如飛在半空中的箭矢會停下來）。
單人遊戲中一共支援八名角色組隊，組隊的角色職位不拘，可以整個團隊都是肌肉型戰士，也可以全團都是魔法師，端看玩家如何搭配。
而在多人連線中，則是玩家一人一個角色，與其他7名玩家進行冒險。

### 模組
《末日危城》附有模組編輯器「危城編輯器」（Dungeon Siege Toolkit），內有及「Siege Max」、「Siege Editor」，玩家可以自行編輯及創作地圖、武器、魔法及敵人等，以豐富遊戲內容，甚至可以把整隻遊戲改頭換面。「Skirt」是DS特有語言，去編寫物件的人工智能、屬性等。GPG官方亦提供官方模組編輯教學Siege University。
末日危城的模組可分兩種，分別是Siegelet及Modlet。
- Siegelet通常是指大型戰役腳本，擁有新故事，新地圖及新系統，例如Mageworld及Circle of Lorent。
- Modlet則通常是小型的遊戲修改，例如修改遊戲參數或新增武器等。

## 故事
艾柏王國建立在哭泣平原（Plain of Tears）之上，由號稱為世界最精銳的第十軍團所保護。艾柏王國是由多元文化及民族組成，大部份人民都是拜祭古代英雄阿蘇奈（Azunai），矮人能與人類和平共存，楚格族被容許有自治權。
不過縱使有大法師梅里克及第十軍團防衛國家，王國依然陷入巨大的危機之中，國王被暗黑王—甘姆（Gom）囚禁，王國內各地都受到庫格族、不死生物及其他魔獸的威脅。
在這兵荒馬亂的時代中，主角是離石橋鎮一段距離的艾柏高地的農村中的一名年輕農夫。他／她所認識的朋友諾瑞克（Norick）在死亡之前趕到主角面前，向他發出王國陷入危機的警告，友人死前所託令主角決定踏上解救艾柏王國的旅程，与同伴一起拿起武器揮向王國的邪恶敵人。

## 系列作品

### 游戏
- 末日危城：亞蘭納傳奇
- 末日危城II
- 末日危城II：破碎的世界
- 末日危城：痛苦的王座
- 末日危城III

### 电影
- 末日危城：王者之役

## 外部連結
- （英文）GPG的末日危城網頁